# Vilshofen an der Donau
Vilshofen an der Donau – miasto w Niemczech, w kraju związkowym Bawaria, w rejencji Dolna Bawaria, w regionie Donau-Wald, w powiecie Pasawa. Leży około 20 km na północny zachód od Pasawy, nad Dunajem, przy drodze B8 i linii kolejowej Ratyzbona – Pasawa - Wels.
Do reformy administracyjnej w 1972 Vilshofen an der Donau było siedzibą powiatu Vilshofen.

## Galeria

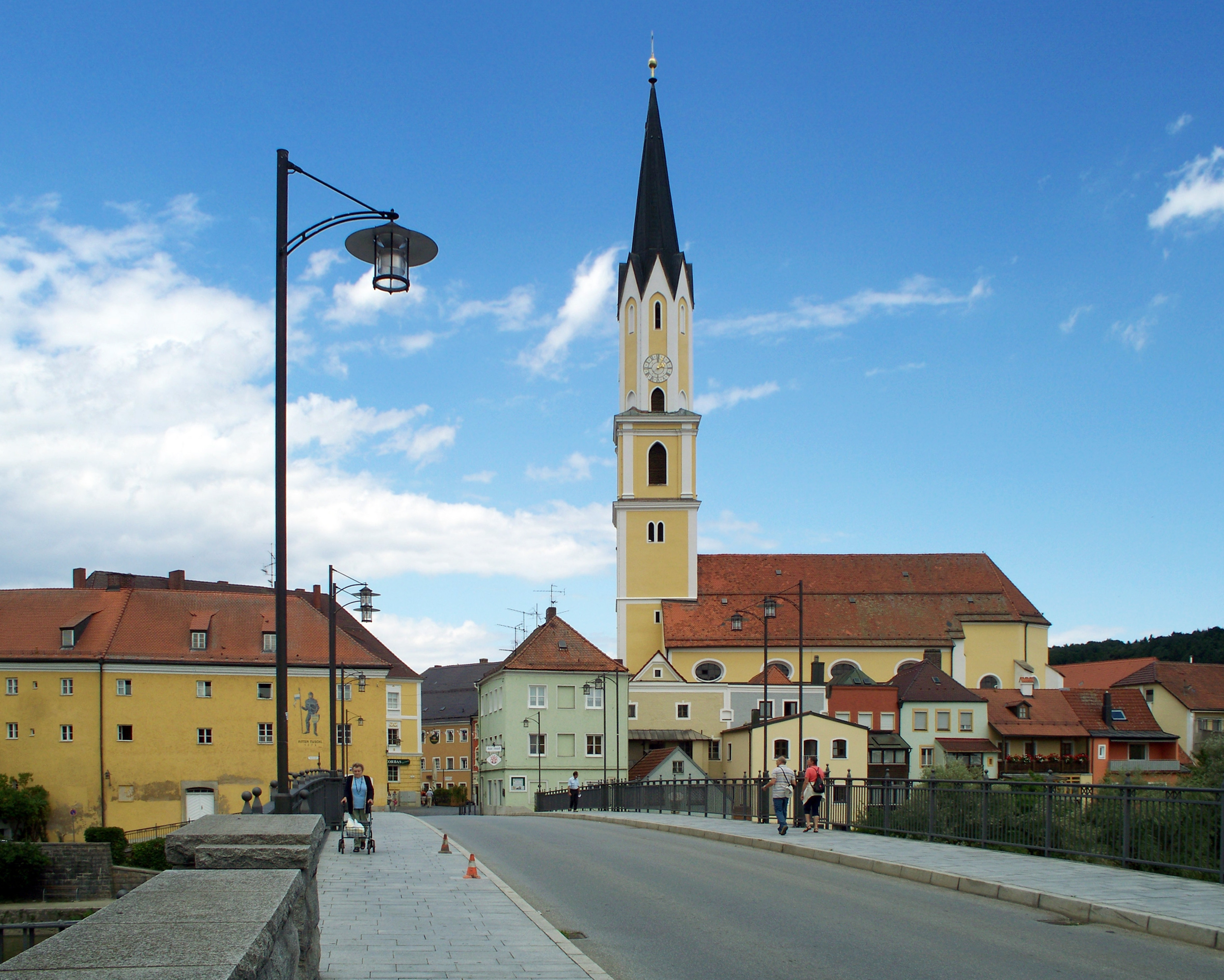
Most na rzece Vils z kościołem farnym (2008)
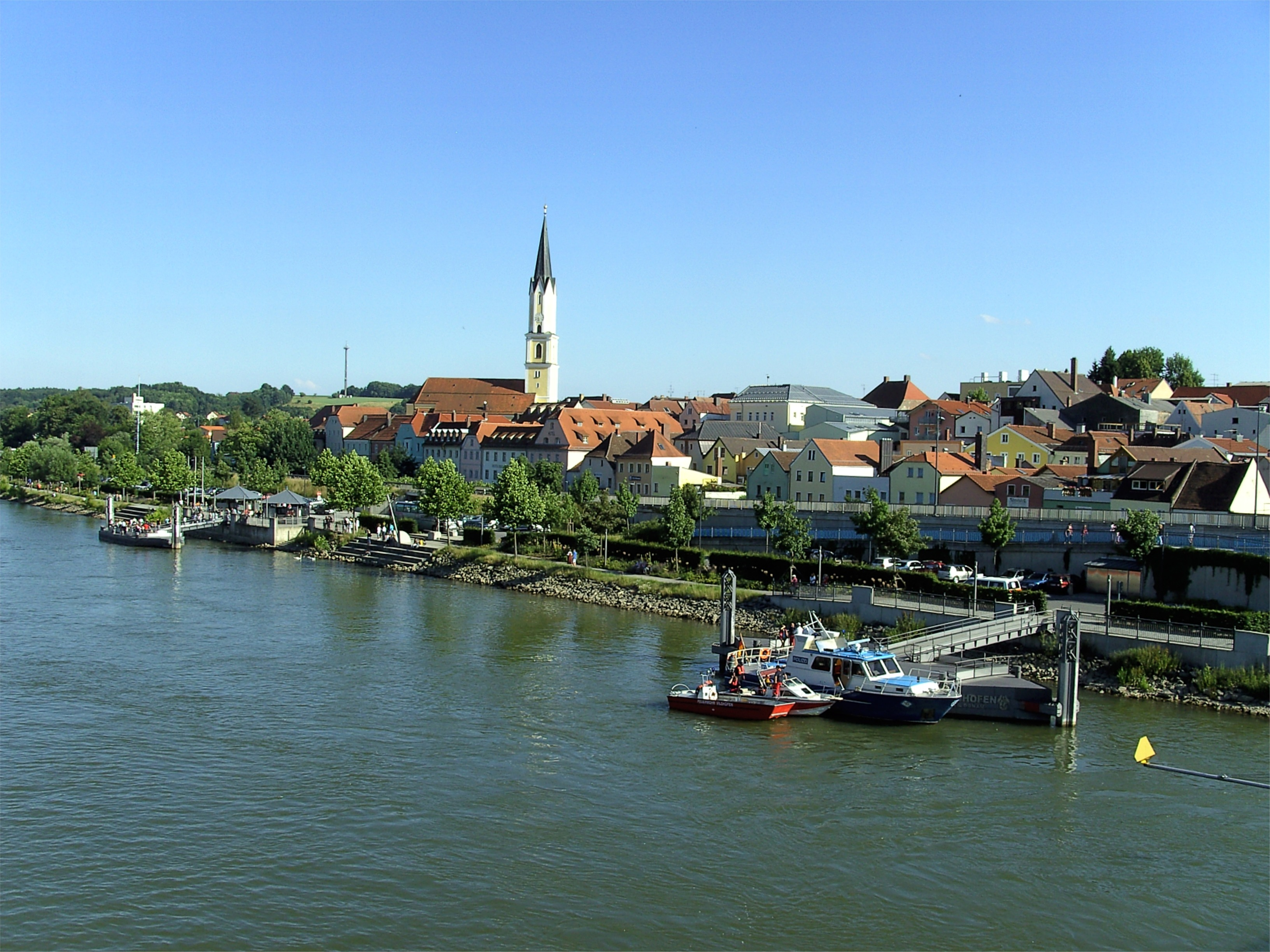
Vilshofen od strony Dunaju
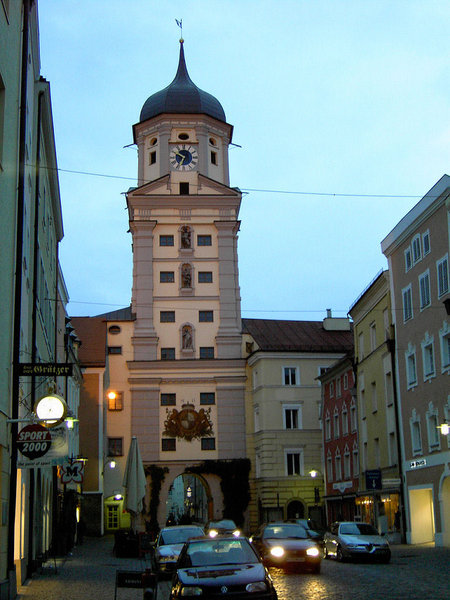
Wieża Miejska w Vilshofen
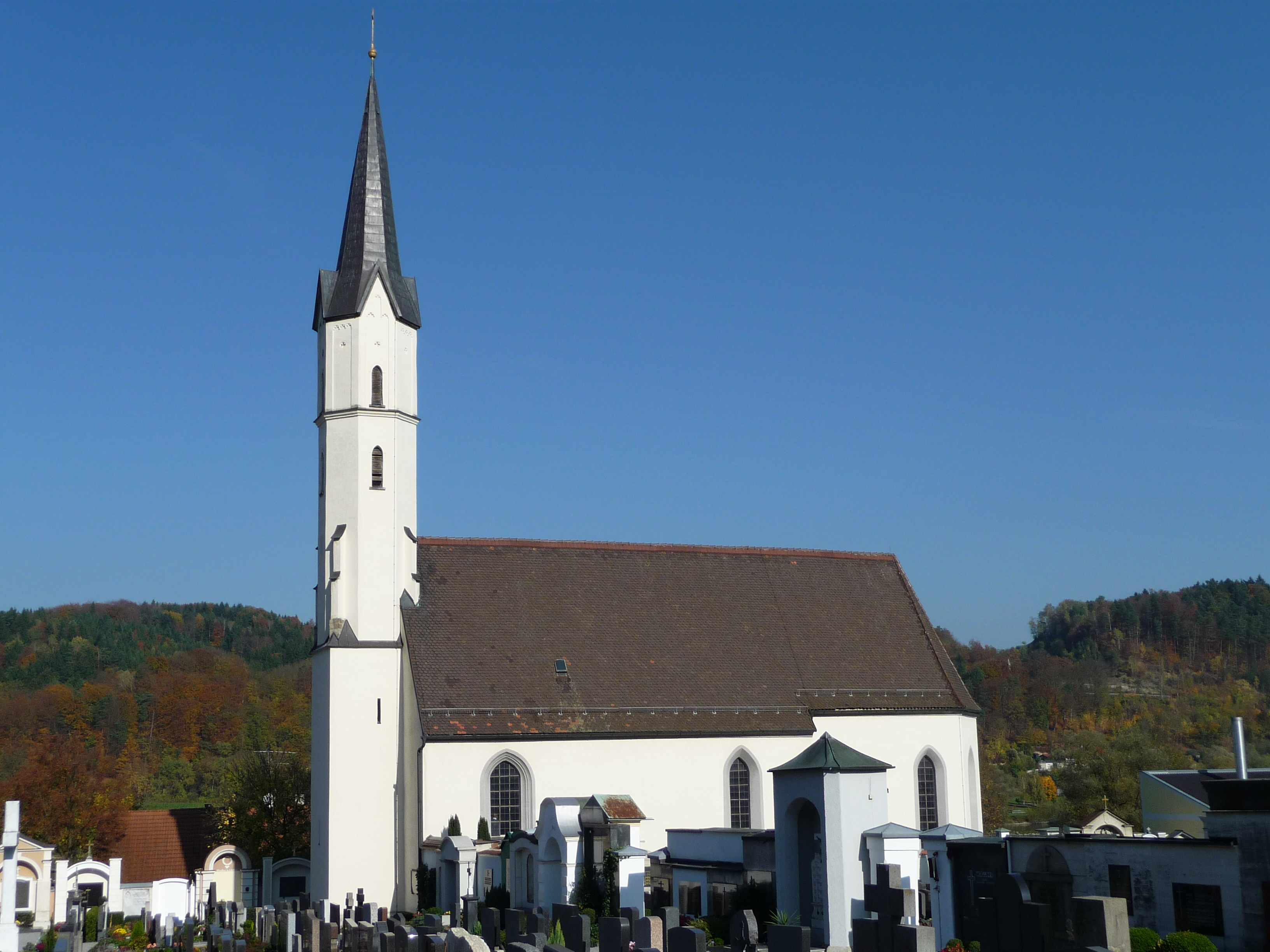
Kościół św. Barbary (St. Barbara) w 2008
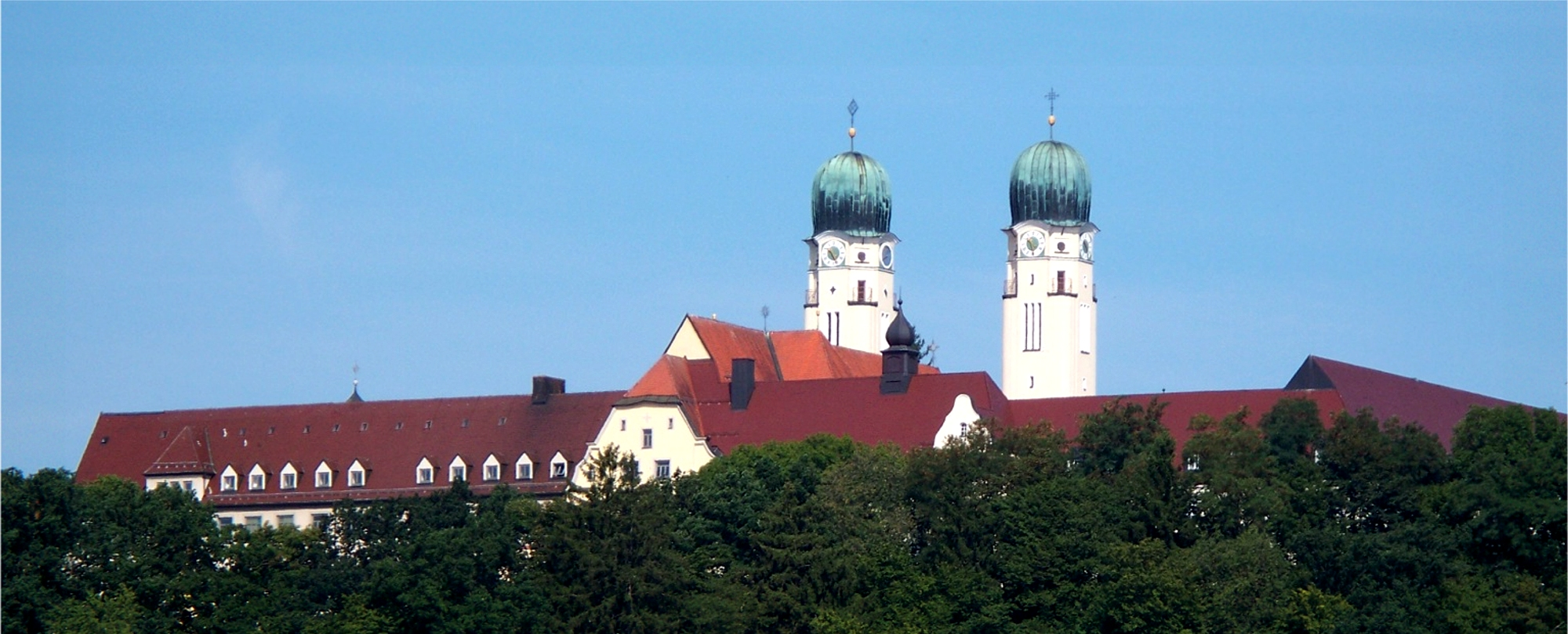
Klasztor Schweikelberg (sierpień 2008)
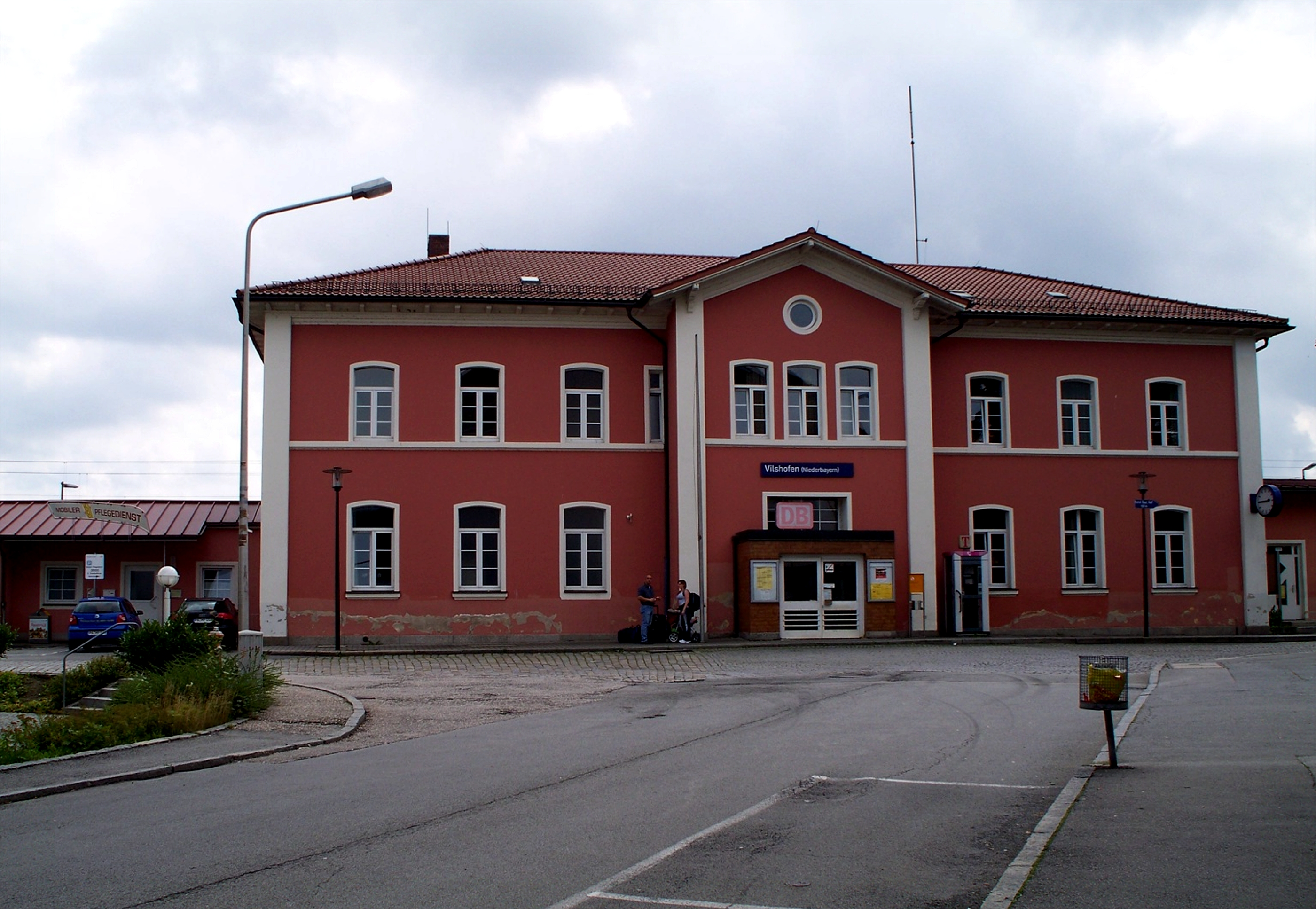
Dworzec kolejowy (2008)